# Napavine
Napavine è una città degli Stati Uniti, situata nella contea di Lewis, nello Stato di Washington.

## Geografia fisica
Napavine è situata a 46°34′45″N 122°54′39″W e ha un'altitudine di 140 m s.l.m.
Secondo l'United States Census Bureau, la città ha una superficie di 2,1 km², interamente coperta da terra. Le città più vicine a Napavine sono: Fords Prairie, Centralia, Chehalis, Winlock, Toledo e Vader.

## Società

### Evoluzione demografica
Secondo il censimento del 2021, Napavine contava 2.085 abitanti residenti nella città. La densità di popolazione era di circa 992 abitanti per chilometro quadrato. La divisione razziale contava il 92,87% di bianchi, il 4,53% di etnia mista, l'1,03% di nativi americani e il 1,60% di altre razze.
- 1920: 340 ab.
- 1930: 181 ab.
- 1940: 220 ab.
- 1950: 242 ab.
- 1960: 314 ab.
- 1970: 377 ab.
- 1980: 611 ab.
- 1990: 745 ab.
- 2000: 1.361 ab.
- 2021: 2.085 ab.